# Ian Bowyer
Ian Bowyer (* 6. Juni 1951 in Little Sutton bei Ellesmere Port, England) ist ein ehemaliger englischer Fußballspieler, der besonders durch seine Zeit beim englischen Erstligisten Nottingham Forest bekannt wurde, mit dem er 1978/79 und 1979/80 den Europapokal der Landesmeister gewann.

## Spielerlaufbahn

### Manchester City und Leyton Orient (1968–1973)
Ian Bowyer der in North West England geboren wurde, begann seine Profikarriere bei Manchester City, einem Verein aus seiner Heimatregion. Bereits 1969 konnte Bowyer mit seiner Mannschaft seinen ersten Titel feiern. City sicherte sich den Titel im FA Cup 1968/69 durch ein 1:0 im Finale gegen Leicester City. In der folgenden Saison sicherte sich seine Mannschaft sogar zwei Titel. Zunächst gewann City den Liga-Pokal im Finale gegen West Bromwich Albion, Bowyer wurde im Verlauf der Partie eingewechselt und dann erfolgte der Triumph im Europapokal der Pokalsieger 1969/70 durch ein 1:0 gegen den polnischen Pokalsieger Górnik Zabrze. Vor der Saison 1971/72 wechselte er zum englischen Zweitligisten Leyton Orient, wo er sich bessere Einsatzchancen versprach. Nach zwei Jahren als Stammspieler wechselte er 1973 zum Ligakonkurrenten Nottingham Forest.

### Nottingham Forest (1973–1981 und 1982–1987)
In der Saison 1976/77 gelang ihm mit seiner neuen Mannschaft der Aufstieg in die Football League First Division und in der darauffolgenden Saison gewann der Aufsteiger sensationell die englische Meisterschaft in der Football League First Division 1977/78 vor dem FC Liverpool. Bowyer (29 Spiele/4 Tore) gewann damit nach dem Ligapokal 1970 seinen zweiten Titel. Als Meister im  Landesmeister-Cup 1979 startberechtigt, gewann Forest nun auch völlig überraschend den Landesmeister-Pokal im Olympiastadion München mit 1:0 gegen den schwedischen Meister Malmö FF. Ian Bowyer spielte 90 Minuten durch und feierte anschließend den größten Erfolg seiner Karriere. 
Als Titelverteidiger erneut im  Landesmeister-Cup 1980 startberechtigt, konnte Bowyer mit seiner Mannschaft den Titel im Santiago-Bernabéu-Stadion Madrid mit 1:0 gegen den deutschen Meister Hamburger SV verteidigen. Bowyer stand erneut über die volle Spieldauer auf dem Feld. Nottingham Forest gewann in dieser Zeit zusätzlich 1978 gegen den FC Liverpool und 1979 gegen den FC Southampton den englischen Liga-Pokal und 1979 gegen den FC Barcelona den Europäischen Supercup. Nach der Saison 1980/81 entschied sich Ian Bowyer zu einem Vereinswechsel und schloss sich für die Saison 1981/82 dem AFC Sunderland an. 
Nach einem unbefriedigenden Jahr entschloss er sich jedoch zu einer Rückkehr zu seinem alten Verein. In den folgenden Jahren konnte Bowyer mit seiner Mannschaft zwar nicht an frühere Erfolge anschließen, erreichte jedoch im UEFA-Pokal 1983/84 das Halbfinale, schied dort jedoch nach einem 2:0-Heimsieg unter dubiosen Umständen mit 0:3 beim RSC Anderlecht aus. Nach der Saison 1986/87 entschloss sich der inzwischen 36-jährige Ian Bowyer Nottingham Forest endgültig zu verlassen und seine Karriere als Spielertrainer bei Hereford United ausklingen zu lassen. Hereford spielte zu diesem Zeitpunkt in der vierthöchsten englischen Spielklasse. In der Liga war er mit seiner Mannschaft wenig erfolgreich, dafür gelang in der Saison 1989/90 im Finale mit dem Sieg über den FC Wrexham der Gewinn des Welsh Cup.
Nach diesem Erfolg verließ er Hereford und spielte noch eine letzte Saison beim Amateurverein Grantham Town. Nach Stationen als Assistenztrainer bei Plymouth Argyle, Rotherham United und Birmingham City kehrte er später für drei Jahre als Trainer der zweiten Mannschaft zu Nottingham Forest zurück. Gegenwärtig ist er als Scout für den FC Portsmouth tätig.

## Erfolge

### Als Spieler
- Europapokalsieger der Landesmeister: 1979, 1980
- Europapokalsieger der Pokalsieger: 1970
- Supercup-Gewinner: 1979
- Englischer Meister: 1978
- Englischer Pokalsieger: 1969
- Englischer Ligapokalsieger: 1970, 1978, 1979